# S2W 원자로
S2W 원자로(Submarine platform Second generation core Westinghouse reactor)는 웨스팅하우스에서 제작한 해군 원자로로, 미국 해군이 군함의 전기 생산과 추진을 위해 사용했다.

## 역사
S2W 원자로는 W웨스팅하우스 일렉트릭 코퍼레이션에서 미국 해군의 핵 추진 잠수함에 사용하기 위해 개발한 해군 핵 원자로이다. 원자로의 명칭인 S2W는 "Submarine platform", "second-generation core design", 개발을 담당한 계약자인 "Westinghouse"의 약자이다. 이것은 원래 1955년 미국 해군이 진수한 두 번째 핵 추진 잠수함인 USS 씨울프(SSN-575)에 설치된 가압수형 원자로(PWR)였다. S2W 원자로는 원래 나트륨 냉각 시스템으로 설계되었지만, 이 냉각 방식의 작동상의 어려움으로 인해 나중에 기존 가압수형 원자로로 전환되었다. 이 설계는 기존 디젤 전기 잠수함에 비해 잠수 내구성과 속도가 상당히 향상되어 해군 추진에 중요한 진전을 이루었다. S2W 원자로는 결국 단계적으로 폐기되었지만 핵 잠수함 기술의 초기 단계에서 중요한 역할을 했으며 미국 해군의 미래 원자로 설계를 형성하는 데 도움이 되었으며 궁극적으로 가압수형 원자로의 신뢰성과 운영 용이성을 선호했다.
이 원자로는 USS 노틸러스(USS Nautilus)에 설치된 시제형 S1W 원자로와 동일한 함선으로 사소한 설계 변경이 있다. 노틸러스에 설치되었을 때 13,400마력(10.0MW)을 생성했다. 원래는 STR로 지정되었다.

### USS 노틸러스(SSN-571)

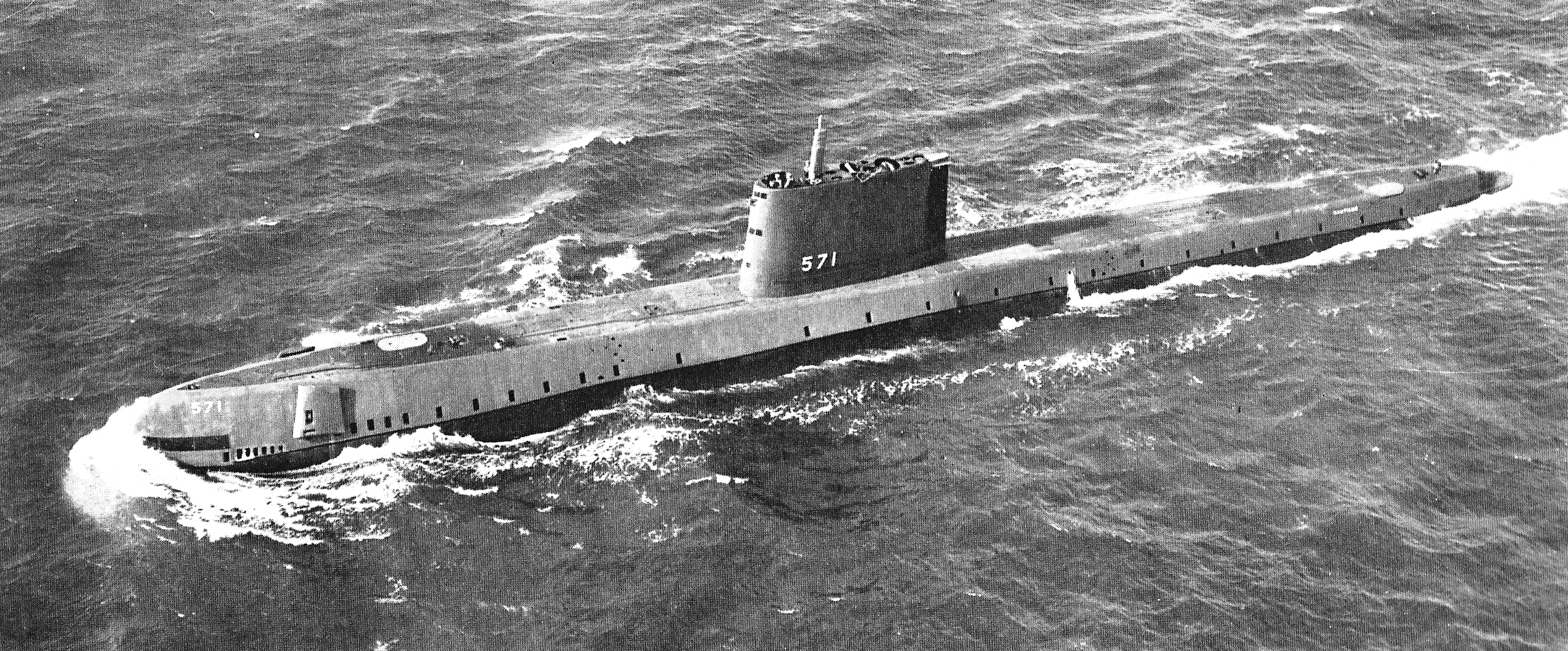
1955년 1월 20일, 최초 해상 시험 중인 USS 노틸러스

USS 노틸러스(SSN-571)는 잠수함 열 반응로(STR)로 구동되었으며, 나중에 S2W 반응로로 재지정되었다. 이는 웨스팅하우스 일렉트릭 코퍼레이션에서 미국 해군을 위해 생산한 가압 수형 반응로이다. 웨스팅하우스에서 운영하는 베티스 원자력 연구소(Bettis Atomic Power Laboratory)는 1947년 12월 31일에 잠수함용 원자력 발전소를 설계하라는 임무를 받은 후 노틸러스에 사용된 기본 반응로 플랜트 설계를 개발했다.
노틸러스가 퇴역한 후 반응로 장비는 제거되었다. 이 잠수함은 현재 코네티컷주 그로튼에 있는 해군 잠수함 기지 뉴런던에 정박하여 박물관 선박으로 전시되어 있다.

## 변형
예상 가능한 문제가 S2G의 과열기 액체 나트륨 원자로의 나트륨으로 인해 발생한 347 스테인리스 스틸 사용으로 인해 발생한 후, USS 씨울프(SSN-575)는 USS 노틸러스를 위해 제작된 예비 S2W를 사용하여 S2G 액체 금속 냉각 원자로를 교체했다. 변환하는 동안 발전소의 증기 터빈도 과열 증기가 아닌 포화 증기를 사용하도록 다시 블레이드를 장착했다. 이 원자로는 S2Wa로 지정되었다.